# Arlaeben
Arlaeben ist ein osttimoresischer Ort in der Aldeia Biamaraen (Suco Hataz, Verwaltungsamt Atabae, Gemeinde Bobonaro). Er liegt in einer Meereshöhe von 89 m. Das Dorf befindet sich an der Straße am Westufer des Flusses Nunutura (Nunura). Nordwestlich liegt der Nachbarort Aidabasalala und südwestlich das Dorf Biamarae Leten (Bausae).